# Eschen auf dem Friedhof in Schwebda
Die Eschen auf dem Friedhof in Schwebda gehören zu den 101 Bäumen und Baumgruppen im Kreis Eschwege, die anlässlich der Neuregelung des Naturschutzes im Jahr 1935 in das Naturdenkmalbuch des Landkreises eingetragen wurden und damit den Schutz des Reichsnaturschutzgesetzes erhielten.

## Standort
Die Bäume stehen am östlichen Eingang des Friedhofs von Schwebda, einem Ortsteil der Gemeinde Meinhard im nordhessischen Werra-Meißner-Kreis. Die Anlage befindet sich an der Kellaer Straße. Südlich von ihr verläuft die Bundesstraße 249, die das Gebiet um Eschwege mit dem von Mühlhausen und Sondershausen verbindet.
Schwebda liegt im Eschweger Becken im unteren Werratal und ist einer der ältesten Orte der Region. Als „Suebada in Thuringia“ wurde Schwebda erstmals um 786 im „Breviarium Lulli“, einem Güterverzeichnis des Klosters Hersfeld, als Schenkung Karl des Großen an das Kloster erwähnt.

## Schutz
In der Liste der Naturdenkmale des Werra-Meißner-Kreises haben die Eschen die Nummer ND 636.583 und werden als „rechtsverbindlich festgesetzte Einzelschöpfung der Natur“ durch das Bundesnaturschutzgesetz besonders geschützt. Bereits am 1. August 1936 sind sie anlässlich der Neuregelung des Naturschutzes durch das Naturschutzgesetz vom 26. Juni 1935 mit Zustimmung der höheren Naturschutzbehörde unter der laufenden Nummer 83 in das Naturdenkmalbuch des Kreises Eschwege eingetragen worden und erhielten mit dem Inkrafttreten der Verordnung am 1. November 1936 den Schutz des Reichsnaturschutzgesetzes.
Auf dem Friedhof Schwebdas stehen neben den beachtenswerten, mit figürlichem Schmuck besetzten Grabsteinen auch noch einige gusseiserne Kreuze aus dem 19. Jahrhundert. Zu dem Ensemble, der wegen seiner künstlerischen und ortsgeschichtlichen Bedeutung als Kulturdenkmal geschützten Anlage, gehören das Ehrenmal der Gefallenen des Ersten Weltkrieges und die Kopie des sogenannten Bonifatiussteins, eines der ältesten erhaltenen Flurdenkmale aus dem Gebiet. Im Denkmalverzeichnis des Landes Hessen hat der Friedhof die Nummer 38236.

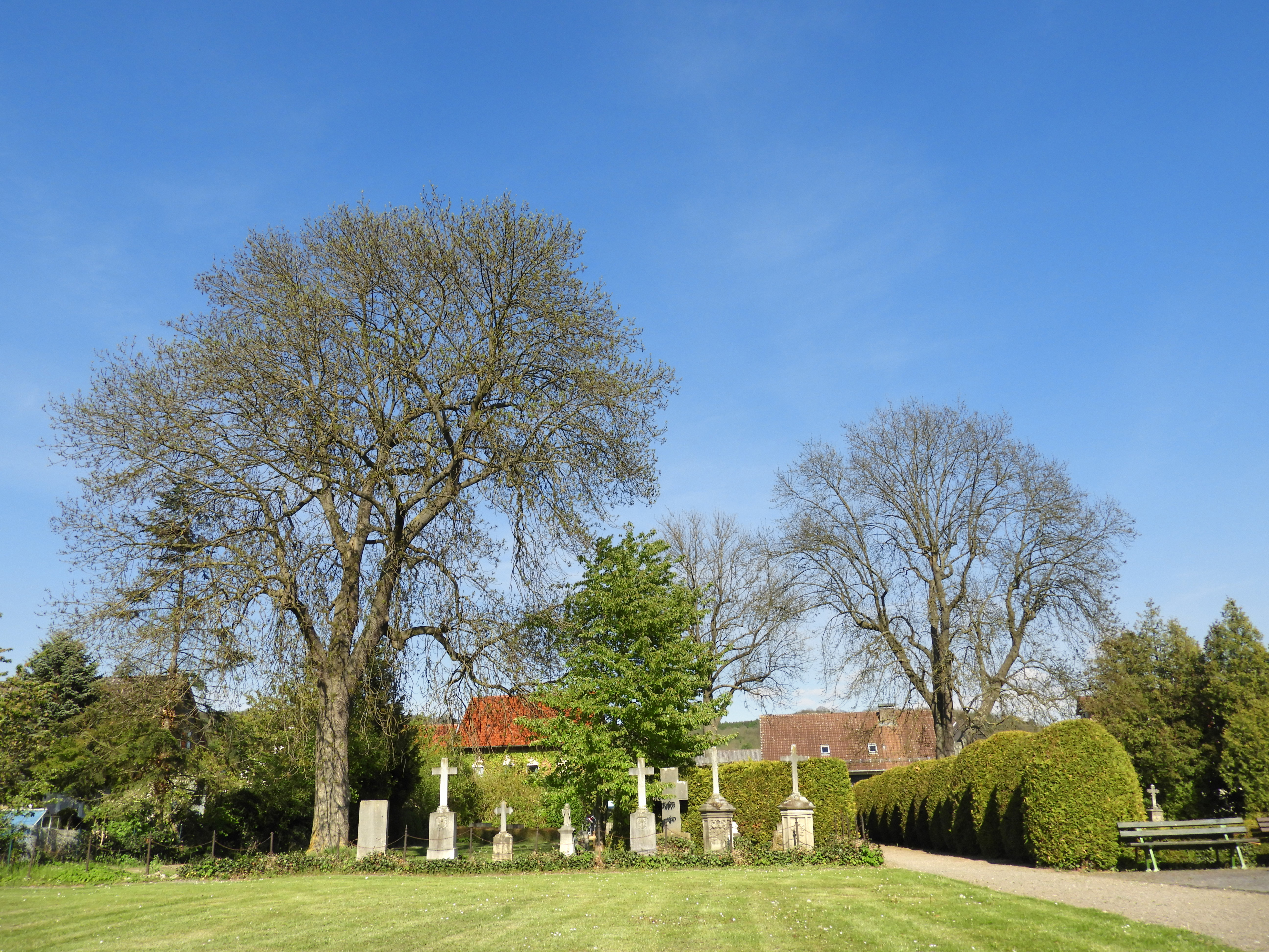
Die Eschen im Frühling
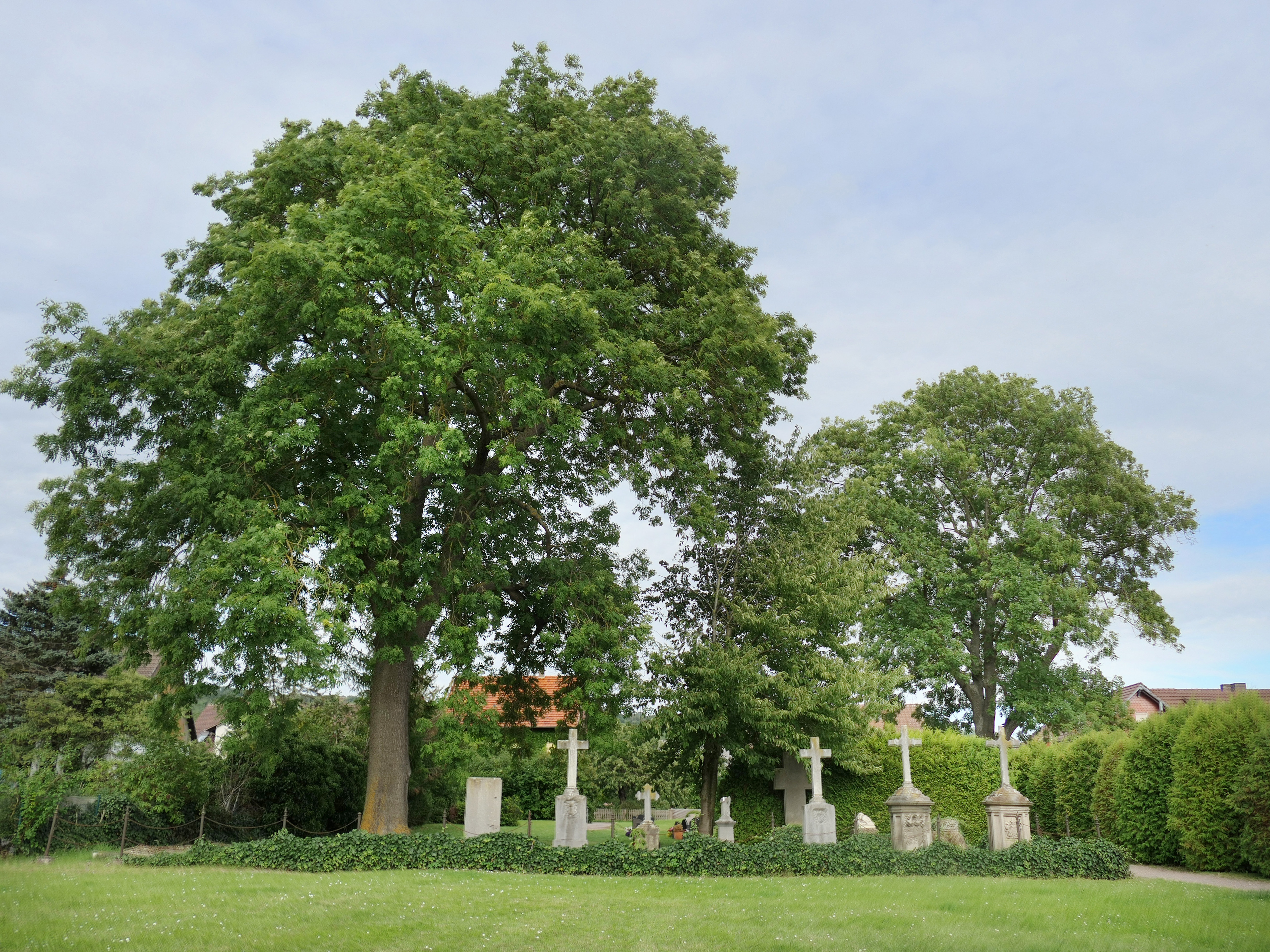
… und in vollem Laub